# Slovak Juniors 2011
Das Slovak Juniors 2011 als bedeutendstes internationales Nachwuchsturnier der Slowakei im Badminton fand vom 11. bis zum 13. November 2011 in Nitra statt.

## Sieger und Platzierte der Junioren U19
| Disziplin    | Gold                            | Silber                       | Bronze                             |
| ------------ | ------------------------------- | ---------------------------- | ---------------------------------- |
| Herreneinzel | Matej Hliničan                  | Karol Krakowski              | Urban Turk                         |
| Herreneinzel | Matej Hliničan                  | Karol Krakowski              | Mateusz Świerczyński               |
| Dameneinzel  | Tereza Lajdová                  | Nina Almer                   | Milica Simić                       |
| Dameneinzel  | Tereza Lajdová                  | Nina Almer                   | Jana Čižnárová                     |
| Herrendoppel | Jaromír Janáček Adam Mendrek    | Mitja Šemrov Urban Turk      | Kamil Korbel Tomasz Tomża          |
| Herrendoppel | Jaromír Janáček Adam Mendrek    | Mitja Šemrov Urban Turk      | Konrad Baranowski Michał Śmiłowski |
| Damendoppel  | Zuzana Jerichová Tereza Lajdová | Emilia Dolna Magdalena Witek | Michaela Myšáková Veronika Ublová  |
| Damendoppel  | Zuzana Jerichová Tereza Lajdová | Emilia Dolna Magdalena Witek | Nina Almer Anna Demmelmayer        |
| Mixed        | Urban Turk Urša Arih            | Kamil Korbel Karolina Gajos  | Michal Světnička Tereza Lajdová    |
| Mixed        | Urban Turk Urša Arih            | Kamil Korbel Karolina Gajos  | Dominik Ziętek Maria Taraszkiewicz |